# Peter Donat (Schauspieler)
Peter Donat (* 20. Januar 1928 in Kentville, Nova Scotia, Kanada als Pierre Collingwood Donat; † 10. September 2018 in Point Reyes Station, Kalifornien, USA) war ein US-amerikanischer Schauspieler kanadischer Abstammung.

## Leben
Donat wurde als Sohn von Marie Bardet und dem Landschaftsgärtner Philip Ernst Donat geboren. Er war ein Neffe des britischen Schauspielers und Oscar-Preisträgers Robert Donat und Bruder von Richard Donat. 1950 immigrierte er in die Vereinigten Staaten, wo er Schauspiel an der Yale University studierte.
Am 8. September 1956 heiratete er im Alter von 28 Jahren die damals erst 17-jährige Schauspielerin Michael Learned. Aus der Ehe, die am 14. Februar 1972 geschieden wurde, stammen die Kinder Caleb, Christopher und Lucas. Seit dem 9. Februar 1983 war er in zweiter Ehe mit der Autorin Marijke DeJong verheiratet.

## Karriere
Bereits im Alter von 23 Jahren sammelte Donat erste Erfahrungen auf der Bühne, unter anderem in der Titelrolle einer Produktion von Cyrano de Bergerac. Sein Debüt am Broadway hatte er 1953 in Highlights of the Empire.
Zwischen 1958 und 1965 trat er mehrfach beim Stratford Shakespearean Festival auf. Seinen ersten Auftritt hatte er in Ein Wintermärchen und es folgten Rollen in Bühnenstücken wie Ein Sommernachtstraum, der Komödie Verlorene Liebesmüh, dem Historiendrama Heinrich VIII. und Der Widerspenstigen Zähmung. 1961 spielte er die Hauptrolle des Misty Woodenbridge in Donald Jacks Bühnenstück The Canvas Barricade, dem ersten kanadische Bühnenstück, das bei dem Festival aufgeführt wurde. Auch später trat er immer wieder in Stratford auf, zuletzt 1985 in Der Revisor.
1968 hatte er sein Debüt am American Conservatory Theatre (ACT) in San Francisco und wurde ein bekanntes Mitglied des Ensembles. Er wirkte in über 20 Jahren in 26 Produktionen des Theaters mit, spielte aber auch in zahlreichen Produktionen lokaler Theater. Erwähnenswert ist seine Gesangsrolle als Professor Higgins in der Cabrillo Stage-Produktion von My Fair Lady aus dem Jahr 1988.
Neben seiner Theaterkarriere hatte Donat Haupt- und Nebenrollen in über 100 Fernsehserien und zahlreichen Filmen. Eine seiner ersten nennenswerten Fernsehrollen war die des David Burnham in Lost Lagoon. 1965 spielte er als Vince Conway in der Fernsehserie Moment of Truth (engl. für Moment der Wahrheit) mit, der ersten kanadischen Fernsehserie, die auf einem US-amerikanischen Kabelnetzwerk ausgestrahlt wurde. Einem breiten Publikum wurde Donat in den 1980er Jahren in der Rolle des Elmo Tyson durch die Fernsehserie Flamingo Road bekannt. Weitere bekannte Fernsehrollen sind die des William „Bill“ Mulder, dem Vater des Protagonisten Agent Fox Mulder, in der Fernsehserie Akte X – Die unheimlichen Fälle des FBI und die des genialen aber kriminellen Wissenschaftlers Dr. Mordecai Sahmbi in der Science-Fiction-Fernsehserie Time Trax – Zurück in die Zukunft.
Donat wirkte auch in zahlreichen Filmen mit. Hierzu gehören bekannte Titel wie Der Pate – Teil II, Die Hindenburg, Das China-Syndrom, The Babe – Ein amerikanischer Traum und The Game – Das Geschenk seines Lebens.
Seinen letzten Auftritt im Fernsehen hatte er 2003 in Mord ist ihr Hobby: Das Rätsel der Kelten, einem Fernsehfilm der gleichnamigen Serie. In den letzten Jahren betätigte er sich als Vorleser für Schulkinder in San Francisco und gemeinsam mit seiner zweiten Ehefrau als Autor (Dr. Chekhov).

## Auszeichnungen
- 1957: Theatre World Award für The First Gentleman als Prinz Leopold
- 1985: Genie Awards in der Kategorie „Beste Leistung eines Schauspielers in einer Nebenrolle“ für The Bay Boy

## Filmografie (Auswahl)
- 1954: Kraft Television Theatre (Fernsehserie, eine Folge)
- 1955–1957: Producers’ Showcase (Fernsehserie, 2 Folgen)
- 1958: Lost Lagoon
- 1958–1959: The Brighter Day (Fernsehserie, 5 Folgen)
- 1959: The United States Steel Hour (Fernsehserie, eine Folge)
- 1959: The DuPont Show of the Month (Fernsehserie, eine Folge)
- 1959: Startime (Fernsehserie, eine Folge)
- 1961–1968: Festival (Fernsehserie, 10 Folgen)
- 1964: The Last Voyage of Henry Hudson (Kurzfilm)
- 1964: Moment of Truth (Fernsehserie)
- 1966: Julius Caesar (Fernsehfilm)
- 1966: Hawk (Fernsehserie, eine Folge)
- 1968: Wojeck (Fernsehserie, 2 Folgen)
- 1968: Kobra, übernehmen Sie (Mission: Impossible, Fernsehserie, eine Folge)
- 1968: Tennisschläger und Kanonen (I Spy, Fernsehserie, eine Folge)
- 1968: Wettlauf mit dem Tod (Run for Your Life, Fernsehserie, eine Folge)
- 1969: Abenteuer im Regenbogenland (Adventures in Rainbow Country, Fernsehserie, eine Folge)
- 1969: Judd, for the Defense (Fernsehserie, eine Folge)
- 1969: FBI (Fernsehserie, eine Folge)
- 1969: Medical Center (Fernsehserie, eine Folge)
- 1969: Bracken’s World (Fernsehserie, eine Folge)
- 1970: Die jungen Anwälte (The Young Lawyers, Fernsehserie, eine Folge)
- 1971: My Old Man’s Place
- 1972: Banacek (Fernsehserie, eine Folge)
- 1973: Charlie Chan: Ein wohlgehütetes Geheimnis (The Return of Charlie Chan, Fernsehfilm)
- 1973: Die Waltons (The Waltons, Fernsehserie, eine Folge)
- 1969–1973: Mannix (Fernsehserie, 3 Folgen)
- 1974: Great Performances: Cyrano de Bergerac (Fernsehreihe)
- 1974: Great Performances: Enemies (Fernsehreihe)
- 1974: Hawaii Fünf-Null (Hawaii Five-O, Fernsehserie, eine Folge)
- 1974: Der Pate – Teil II (The Godfather Part II)
- 1974: The Missiles of October (Fernsehfilm)
- 1975: Last Hours Before Morning (Fernsehfilm)
- 1975: The First 36 Hours of Dr. Durant (Fernsehfilm)
- 1975: Russisches Roulette (Russian Roulette)
- 1975: Matt Helm – Im Dschungel der Großstadt (Matt Helm, Fernsehserie, eine Folge)
- 1975: Harry-O (Fernsehserie, eine Folge)
- 1975: Der Unsichtbare (The Invisible Man, Fernsehserie, eine Folge)
- 1975: Die Hindenburg (The Hindenburg)
- 1976: Die Entführung des Lindbergh-Babys (The Lindbergh Kidnapping Case, Fernsehfilm)
- 1976: Pazifikgeschwader 214 (Baa Baa Black Sheep, Fernsehserie, eine Folge)
- 1976: Der Preis der Macht (Captains and the Kings, Miniserie, 2 Folgen)
- 1977: Billy Jack Goes to Washington
- 1977: Future Cop (Fernsehserie, eine Folge)
- 1977: McMillan & Wife (Fernsehserie, eine Folge)
- 1977: Delta County, U.S.A. (Fernsehfilm)
- 1977: Rafferty (Fernsehserie, eine Folge)
- 1977: NBC Special Treat (Fernsehserie, eine Folge)
- 1977: Der Pate: Die Saga (The Godfather Saga, Miniserie)
- 1978: Tödliche Spiegel (Mirrors)
- 1978: F.I.S.T. – Ein Mann geht seinen Weg (F.I.S.T.)
- 1978: Beziehungsweise andersrum (A Different Story)
- 1978: Drei Engel für Charlie (Charlie’s Angels, Fernsehserie, Folge: Ein Engel als Medium)
- 1953–1978: Hallmark Hall of Fame (Fernsehserie)
- 1978: The Eddie Capra Mysteries (Fernsehserie, eine Folge)
- 1978: Lou Grant (Fernsehserie, eine Folge)
- 1979: Das China-Syndrom (The China Syndrome)
- 1979: Hanging by a Thread (Fernsehfilm)
- 1979: Salvage 1 (Fernsehserie, eine Folge)
- 1979: Meteor (Sprechrolle)
- 1979: Kate Loves a Mystery (Fernsehserie, eine Folge)
- 1979: The Suicide’s Wife (Fernsehfilm)
- 1980: Fun and Games (Fernsehfilm)
- 1980: Dallas (Fernsehserie, 2 Folgen)
- 1981: A Matter of Life and Death (Fernsehfilm)
- 1981: Golden Gate (Fernsehfilm)
- 1981: The Princess and the Cabbie (Fernsehfilm)
- 1981–1982: Flamingo Road (Fernsehserie, 32 Folgen)
- 1982: Am Highpoint flippt die Meute aus (Highpoint)
- 1982: Ladies and Gentlemen, the Fabulous Stains
- 1982: Hart aber herzlich (Hart to Hart; Folge: Der Schein trügt)
- 1982: Die Zeitreisenden (Voyagers!, Fernsehserie, eine Folge)
- 1982: Labyrinth der Monster (Mazes and Monsters, Fernsehfilm)
- 1983: Polizeirevier Hill Street (Hill Street Blues, Fernsehserie, eine Folge)
- 1984: Operation: Maskerade (Masquerade, Fernsehserie, eine Folge)
- 1984: The Bay Boy
- 1984: Massive Retaliation
- 1984: Simon & Simon (Fernsehserie, eine Folge)
- 1984: Hawaiian Heat (Fernsehserie, eine Folge)
- 1985: Honeymoon (Lune de miel)
- 1987: Unfinished Business
- 1988: Disney-Land: Die Galaxis der Gesetzlosen (Earth Star Voyager: Part 1, Fernsehreihe)
- 1988: The Days and Nights of Molly Dodd (Fernsehserie, eine Folge)
- 1988: Tucker (Tucker: The Man and His Dream)
- 1989: Skin Deep – Männer haben’s auch nicht leicht (Skin Deep)
- 1989: Christine Cromwell (Fernsehserie, eine Folge)
- 1989: Der Rosenkrieg (The War of the Roses)
- 1991: Ein gesegnetes Team (Father Dowling Mysteries, Fernsehserie, eine Folge)
- 1992: The Babe – Ein amerikanischer Traum (The Babe)
- 1992: Der Außenseiter (School Ties)
- 1993: Dieppe (Fernsehfilm)
- 1989–1994: Mord ist ihr Hobby (Murder, She Wrote, Fernsehserie, 3 Folgen)
- 1993–1994: Time Trax – Zurück in die Zukunft (Time Trax, Fernsehserie, 9 Folgen)
- 1995: Eine unmoralische Verführung (Seduced and Betrayed, Fernsehfilm)
- 1996: Outer Limits – Die unbekannte Dimension (The Outer Limits, Fernsehserie, eine Folge)
- 1997: The Game
- 1997: Red Corner – Labyrinth ohne Ausweg (Red Corner)
- 1995–1999: Akte X – Die unheimlichen Fälle des FBI (The X-Files, Fernsehserie, 6 Folgen)
- 2001: Never Die Twice
- 2001: The Deep End – Trügerische Stille (The Deep End)
- 2003: Mord ist ihr Hobby: Das Rätsel der Kelten (Murder, She Wrote: The Celtic Riddle, Fernsehfilm)